# Fōtios Klopas
Fōtios Klopas (in greco Φώτιος Κλόπας?; Micene, 1º settembre 1966) è un allenatore di calcio, ex calciatore ed ex giocatore di calcio a 5 greco naturalizzato statunitense.

## Carriera
La sua famiglia emigrò negli Stati Uniti d'America quando Klopas aveva 8 anni. Dopo aver disputato il periodo tra il 1983 ed il 1988 nei Chicago Sting nei campionati indoor americani, per poi emigrare nel suo paese d'origine all'AEK Atene dove rimane per cinque stagioni per poi trasferirsi all'Apollon Smyrnis. Klopas torna poi nel 1996 negli Stati Uniti dove termina la carriera nel 1999. In Grecia con l'AEK ha vinto quattro titoli di Grecia, una Coppa di Grecia e una Supercoppa greca.
Della sua carriera decennale in nazionale, Klopas ha partecipato dapprima con la nazionale olimpica statunitense al torneo di calcio dei Giochi della XXIV Olimpiade, poi con la nazionale di calcio degli Stati Uniti a USA '94, infine con la nazionale di calcio a 5 degli Stati Uniti al FIFA Futsal World Championship 1996 in Spagna dove la nazionale nordamericana si è fermata al primo turno, eliminata nel girone comprendente Italia, Uruguay e Malaysia.
È stato allenatore dell'Impact de Montréal per il biennio 2014-2015, con cui ha conquistato il suo primo trofeo nazionale da allenatore, il Canadian Championship.

## Palmarès

### Giocatore
- Campionato NASL: 1

Chicago Sting: 1984
- Central Division: 2

Chicago Sting: 1980, Central Division 1981
- Central Division Indoor: 2

Chicago Sting: 1980-1981 e 1981-1982
- Eastern Division: 1

Chicago Sting: 1984
- Campionato greco: 4

AEK Atene: 1988-1989, 1991-1992, 1992-1993, 1993-1994
- Coppa di Lega greca: 1

AEK Atene: 1988-1989
- Supercoppa di Grecia: 1

AEK Atene: 1989
- Lamar Hunt U.S. Open Cup: 1

Chicago Fire: 1998
- Campionato MLS: 1

Chicago Fire: 1998

### Allenatore
- Canadian Championship: 1

Montréal Impact: 2014